# L'Apprenti Père Noël (film)
Pour la série télévisée d'animation, voir L'Apprenti Père Noël.
Pour plus de détails, voir Fiche technique et Distribution.
L'Apprenti Père Noël est un film de Noël d'animation franco-australo-irlandais réalisé par Luc Vinciguerra, sorti en 2010.

## Synopsis
Le Père Noël ne veut pas prendre sa retraite, mais le règlement est formel : il doit se choisir un apprenti qui le remplacera. Sélectionné parmi des millions d'enfants, l'heureux élu devra s'appeler Nicolas, être orphelin et avoir le cœur pur. De l'autre côté de la Terre, un petit garçon répond parfaitement à ces critères, mais son manque de confiance en lui et son vertige en font un piètre candidat. Le Père Noël acceptera-t-il l'idée de passer la main et aider son apprenti à prendre sa place ?

## Fiche technique
- Titre : L'Apprenti Père Noël
- Titre anglais : Santa's Apprentice
- Réalisateur : Luc Vinciguerra
- Scénariste : Alexandre Révérend
- Producteurs exécutifs : Jean-Pierre Quenet, Rebecca Tolliday
- Producteurs délégués : Clément Calvet, Christian Davin, Avrill Starkn Ross Murray, Paul Young, Rebecca Tolliday
- Directeur de production : Tanguy Olivier
- Directeur artistique : Richard Despres
- Monteuse : Céline Kelepikis
- 1er assistant réalisateur : Rafaël Vicente
- Chef décorateur : Baptiste Lucas
- Mixage : Nostradine Benguezzou
- Compositeur : Nerida Tyson-Chew
- Sociétés de production : coproduction Avrill Stark Entertainment, Cartoon Saloon et Gaumont, avec la participation du CNC, de la région Île-de-France, de la région Poitou-Charente, du département de la Charente, d'Orange Cinéma Séries et de l'Irish Film Board
- Société de distribution : Gaumont
- Pays :  France,  Australie,  Irlande
- Langue : anglais, français
- Format : couleur
- Durée : 80 minutes

## Distribution (voix)
- Line Renaud : Solange Folichon
- Isabelle Mergault : Madame Poulmer
- Lorànt Deutsch : Rodolphe
- Pierre-François Martin-Laval : Edgard
- Benoît Allemane : Le Père Noël
- Jean-Pierre Marielle : Le double du Père Noël
- Nathan Simony : Nicolas, l'apprenti père Noël
- Valentin Cherbuy : Félix
- Julie Gayet : La mère de Félix
- Bruno Salomone : Les anciens Père Noël, le père de Félix
- Alice Révérend : La petite fille (Solange)
- Didier Brice : Le commissaire, un renne

## Chanson
Le générique de fin Petit papa Noël est interprété par Arthur H.

## Production
Le film est une adaptation de la série télévisée L'Apprenti Père Noël. C'est le premier long-métrage du réalisateur Luc Vinciguerra. Le réalisateur avait déjà travaillé sur plusieurs épisodes de la série. Le film d'animation est un dessin animé qui se compose de 1 200 plans ; quelques plans sont en images de synthèse. Le studio français La Fabrique, en sous-traitance pour Gaumont, réalise l'agencement des éléments dans les plans (layout), la mise au propre des dessins et le pré-posing.

## Box office
- Mondial : 2 700 000 $
- France : 2 700 000 $ (300 000 entrées)

## Suite
Ce film a été suivi par L'Apprenti Père Noël et le Flocon magique